# Chamada fantasma
Chamada fantasma ou ligação fantasma é uma chamada telefônica em que o destinatário atende, mas não há ninguém do outro lado da linha. O termo também é utilizado na gestão de sistemas IP PBX. Chamadas fantasmas em linhas que não podem ser explicadas ou são algum resíduo de um fluxo do protocolo RTP interagindo com o PBX. Chamadas fantasmas diferem de chamadas silenciosas, que geralmente são originadas por operações de telemarketing sem agentes disponíveis para atender no momento em que uma chamada automatizada é realizada.

## Causas
Chamadas fantasmas geralmente são causadas por um discador automático negligenciado ou, indiretamente, como consequência de restrições impostas a discadores automáticos usados em telemarketing por órgãos como a FCC (que limitam o tempo de ocupação da linha). Nesses casos, a chamada é desconectada automaticamente na origem. Outra causa possível é a varredura de portas. Chamadas fantasmas também podem ocorrer devido a discagens acidentais.  

## Consequências
Uma chamada fantasma pode, em alguns casos, ser repetitiva ou até mesmo bloquear completamente uma linha telefônica, impedindo chamadas de emergência (como para o 190 no Brasil). Em situações raras, um discador automático pode ser esquecido ou até abandonado, mantendo as chamadas ativas.  

## Como interromper as chamadas
Vários sites catalogam relatos de chamadas fantasmas.[carece de fontes?] Denúncias repetidas sobre o mesmo número ajudam a identificar a origem do problema e, assim, contribuem para a sua interrupção.